# Ранжеве
Ранже́ве — село Визирської сільської громади в Одеському районі Одеської області. Населення становить 72 осіб. Підпорядковане Любопільському старостинському  округу. 

## Населення
Згідно з переписом УРСР 1989 року чисельність наявного населення села становила 114 осіб, з яких 49 чоловіків та 65 жінок.
За переписом населення України 2001 року в селі мешкали 72 особи.

### Мова
Розподіл населення за рідною мовою за даними перепису 2001 року:
| Мова       | Відсоток |
| ---------- | -------- |
| українська | 91,67 %  |
| російська  | 8,33 %   |